# Diego Gómez de Fuensalida
Diego Gómez de Fuensalida (c.1371-1436) o simplement Diego de Fuensalida, va ser un noble i religiós castellà, proper a la figura de Ferran d'Antequera durant el Compromís de Casp i després en ser escollit sobirà de la Corona d'Aragó. Fou bisbe de Zamora (1413-1424) i bisbe d'Àvila (1424-1436).

## Biografia
Era familiar de l'antipapa Benet XIII. Va estudiar cànons a Avinyó, on va finalitzar els seus estudis el 1394, obtenint també aquell any un batxiller en decrets i passant a ostentar una canongia a Cartagena. Fou abat de Santa María de Husillos, prop de Palència, i després de Valladolid.
Va ser participant en la preparació del Compromís de Casp el 1412, de fet, era ambaixador de Ferran d'Antequera a Aragó des de 1411, i juntament amb Alonso de Egea i altres personalitats va intentar crear una opinió favorable a la candidatura castellana a la successió a la Corona d'Aragó. Un cop escollit Ferran a Casp, fou testimoni de la seva coronació i es convertí en una influent personalitat de la cort, sent capellà major del rei. El 1413 era escollit bisbe de Zamora i el 1415 fou elector en el concili de Constança per Castella.
A la mort de Ferran I, Fuensalida és present amb el rei Joan II de Castella. El 1419 fou escollit oïdor de l'Audiència Reial. Es va mantenir partidari d'aquest monarca enfront dels infants d'Aragó, especialment el 1420 en el cop d'Estat d'Enric d'Aragó. El 1424 és membre del Consell Reial, però és més possible que fos membre del consell privat del monarca castellà. També aquell any és traslladat des de la seu de Zamora al bisbat d'Àvila, per petició expressa de Joan II. El 1425 apareix en el document de corts, per haver estat present durant la presa d'homenatge del príncep d'Astúries Enric.
Va ser senyor de la meitat del lloc de Fuensalida, que a la seva mort va passar a la seva germana Mencía. En el seu testament demana que l'enterrin en el cor de la catedral d'Àvila. Nomena al seu nebot García Barroso, fill de Mencía, hereu universal dels seus béns, de la meitat de la vila toledana de Fuensalida i les que tenia en col·lació a San Juan i San Salvador de Toledo. L'hereu dels béns havia de prendre el cognom i armes de Fuensalida.
D'altra banda, en la bibliografia antiga fins al segle xix l'orde de successió és confús i apareix citat com a bisbe el 1390, molt abans que fos nomenat el 1424, amb la fundació del monestir de la Mejorada. De fet, Carramolino constatà la dificultat d'establir llavors l'ordre de successió de la diòcesi; l'únic autor que dona una cronologia més correcta és José María Quadrado, que el situa entre 1425 i 1432. També s'esmenta la fundació d'un monestir agustí a Arenas de San Pedro, el de Nuestra Señora del Pilar, quelcom que sí que coincideix cronològicament, que segons l'abat Tirón fou fundat el 1436.